# Stenella lythri
Stenella lythri är en svampart som först beskrevs av Westend., och fick sitt nu gällande namn av J.L. Mulder 1975. Stenella lythri ingår i släktet Stenella, och familjen Mycosphaerellaceae. Inga underarter finns listade i Catalogue of Life.